# Temporada 1989-1990 de la UE Figueres
La quarta temporada de la UE Figueres a Segona Divisió A va arrencar el 23 de juliol de 1989, amb l'inici de la pretemporada, amb un stage a Maçanet de Cabrenys. A la Copa del Rei, l'equip perdé en primera ronda contra l'Sporting de Gijón. A la lliga, l'equip fou irregular, marcat pels canvis de director tècnic a la banqueta. Finalment, l'equip acabà classificat en 12a posició, amb 36 punts, a només 3 punts dels llocs de descens directe a Segona Divisió B.

## Fets destacats
1989
- 30 de juliol: el Figueres disputa el primer partit amistós de la pretemporada, al camp del CE Maçanet de Cabrenys, amb victòria per 0 gols a 8.[4]
- 11 d'agost: el Figueres guanya el Torneig Costa Brava, vencent el Girona FC per 0 gols a 3.[5]
- 27 d'agost: partit amistós de presentació del Figueres a l'Estadi Municipal de Vilatenim contra el FC Barcelona de Johan Cruyff, amb victòria local per 3 gols a 0.[6]
- 3 de setembre: primera jornada de lliga, a Vilatenim, amb victòria contra l'Elx CF per 4 gols a 2.[7]
- 21 de setembre: el Figueres cau eliminat en primera ronda de la Copa del Rei contra l'Sporting de Gijón, tot i guanyar la tornada a El Molinón.[2]

1990
- 28 de febrer: l'entrenador Joaquín Peiró, a la jornada 25 de lliga, abandona el Figueres per entrenar l'Atlètic de Madrid de la Primera Divisió,[8] i és substituït per Jaume Oliver Puyuelo, provinent del FC Martinenc.[9]
- 16 d'abril: l'entrenador Jaume Oliver Puyuelo, després de 3 empats i 3 derrotes consecutives, dimiteix com a tècnic del club, per tensions amb el president, Emili Bach,[10] i és substituït en el càrrec pel secretari tècnic de l'entitat, Francisco Martínez Díaz, fins a finals de temporada.[11]
- 27 de maig: última jornada de lliga, a Vilatenim contra la UD Salamanca, amb victòria per 1 gol a 0.[12] L'equip acaba classificat en 12a posició, amb 36 punts: 11 victòries, 12 empats i 14 derrotes, 37 gols a favor i 47 en contra; continua un any més a Segona Divisió A.[3]

## Plantilla
| Núm. | Pos. |                     | Jugador                                  | Procedència            | Temporada |
| ---- | ---- | ------------------- | ---------------------------------------- | ---------------------- | --------- |
|      | POR  | Catalunya           | Joaquim Ferrer Sala (Ferrer)             | Real Murcia CF         | 1986-1987 |
|      | POR  | Aragó               | Antonio Marín Estany (Marín)             | AE Roses               | 1988-1989 |
|      | DEF  | Catalunya           | Pere Gratacós Boix (Gratacós)            | CA Osasuna             | 1985-1986 |
|      | DEF  | País Basc           | Patxi Bolaños Carcelén (Bolaños)         | Cadis CF               | 1986-1987 |
|      | DEF  | Catalunya           | Jordi Codina Güell (Russet)              | UE Olot                | 1986-1987 |
|      | DEF  | Catalunya           | Albert Valentín Escolano (Valentín)      | FC Barcelona B         | 1986-1987 |
|      | DEF  | Andalusia           | Francisco Valor Medina (Valor)           | FC Andorra             | 1986-1987 |
|      | DEF  | Castella i Lleó     | Froilán Maldonado Monje (Maldonado)      | Deportivo de La Coruña | 1987-1988 |
|      | DEF  | Catalunya           | Josep Moratalla Claramunt (Moratalla)    | FC Barcelona           | 1988-1989 |
|      | DEF  | Extremadura         | Alejo Indias Álvarez (Alejo)             | FC Barcelona B         | 1989-1990 |
|      | DEF  | Catalunya           | Arseni Comas Julià (Comas)               | CD Logroñés            | 1989-1990 |
|      | DEF  | Castella i Lleó     | Pablo Martín Sáez (Martín)               | Xerez CD               | 1989-1990 |
|      | MIG  | Catalunya           | Josep Duran Pagès (Duran)                | Girona FC              | 1977-1978 |
|      | MIG  | Uruguai             | José Óscar Herrera Corominas (Herrera)   | CA Peñarol             | 1989-1990 |
|      | MIG  | Catalunya           | Joan Robert Cayuela Chias (Napo)         | AE Roses               | 1989-1990 |
|      | DAV  | Comunitat de Madrid | Antonio Cuevas Escribano (Cuevas)        | Atlético de Madrid B   | 1985-1986 |
|      | DAV  | Comunitat de Madrid | Pedro Valdominos Horche (Valdominos)     | Reial Betis            | 1986-1987 |
|      | DAV  | País Valencià       | Jesús Vicente García Pitarch (Suso)      | RCD Espanyol           | 1987-1988 |
|      | DAV  | República d'Irlanda | Martin Joseph Bayly (Bayly)              | Derry City FC          | 1988-1989 |
|      | DAV  | Catalunya           | Xavier Camós Piera (Camós)               | juvenil                | 1988-1989 |
|      | DAV  | Catalunya           | Eduard Mauri Montero (Mauri)             | RCD Espanyol           | 1988-1989 |
|      | DAV  | Catalunya           | Bartolomé Márquez López (Tintín Márquez) | RCD Espanyol           | 1988-1989 |
|      | DAV  | País Valencià       | José Antonio Ñíguez Vicente (Boria)      | CE Sabadell FC         | 1989-1990 |
|      | DAV  | Catalunya           | Francisco Zaragoza Cortés (Catalán)      | juvenil                | 1989-1990 |
|      | DAV  | Catalunya           | Francisco López López (López López)      | Reial Oviedo           | 1989-1990 |
|      | DAV  | Catalunya           | Manuel Muñoz Navas (Manolo)              | RCD Mallorca           | 1989-1990 |
|      | DAV  | Catalunya           | Plácido Pérez Sánchez (Plácido)          | juvenil                | 1989-1990 |

Llegenda:  ·   Capità  ·   Juvenil  ·   Lesionat  ·   Altes  ·   Passaport europeu  ·   Extracomunitari  ·   Extracomunitari sense restricció
| Baixes                         | Destinació     |
| Josep Maria Soldevila Teixidor | Girona FC      |
| Romà Albarrán Morató           | CE Sabadell FC |
| Arturo Pérez Medina            | CE Sabadell FC |
| José Antonio Martín Domínguez  | CA Osasuna     |
| Luis Miguel Berenguel Brasi    | Real Burgos    |
| Jurgen Villi Muller            |                |
| Josep Villarroya Pérez         | Real Burgos    |
| José Ignacio Díaz Llamedo      |                |
| Amaro Carlos Nadal Antúnez     |                |

## Resultats
| Amistosos |

| 30 juliol 1989 | CE Maçanet de Cabrenys | 0 – 8                      | UE Figueres                                                                | Maçanet de Cabrenys        |  |
|                |                        | El Punt El Mundo Deportivo | Cuevas · Valdominos · Mauri · Valor · Martín · Russet · Gratacós · Plácido | Camp de futbol municipal · |  |

| 8 agost 1989 | CF Navata  | 1 – 16          | UE Figueres | Navata                               |  |
|              | 71' Albert | Diari de Girona | 6' 41' 45' Cuevas · 12' 44' Valdominos · 30' (p.) Valor · 34' Mauri · 36' Márquez · 42' Duran · 58' Alejo · 65' 66' 82' 90' Manolo · 70' Comas · 84' Plácido | Camp de futbol municipal · Fuentes · |  |

| 11 agost 1989                | Girona FC | 0 – 3                   | UE Figueres                         | Girona                                                                |  |
| 20:15 XX Torneig Costa Brava |           | Mundo Deportivo El Punt | 48' Márquez · 70' Alejo · 84' Mauri | Estadi Municipal de Montilivi · 800 espectadors · Ramón Inglés Solé · |  |

| 15 agost 1989 | AD Guíxols | 1 – 1           | UE Figueres | Sant Feliu de Guíxols                      |  |
|               | Giró 67'   | Diari de Girona | 28' Cuevas  | Camp de futbol municipal · Melcior Ribas · |  |

| 18 agost 1989                                     | CE Sabadell FC                                    | 1 – 1 (pp.)     | UE Figueres                    | Tarragona                                                            |                                |
| 20:00 XVI Torneig Nostra Catalunya - Semifinal    | Sánchez 34'                                       | Mundo Deportivo | 25' Cuevas                     | Nou Estadi de Tarragona · 3.000 espectadors · Carlos José Torrisco · |                                |
|                                                   |                                                   | Tanda de penals |                                |                                                                      |                                |
| Lino · Andrés · Raigón · Barbará · Sánchez · zzzz | Lino · Andrés · Raigón · Barbará · Sánchez · zzzz | 5 – 3           | Valor · Comas · Duran · Manolo | Valor · Comas · Duran · Manolo                                       | Valor · Comas · Duran · Manolo |

| 24 agost 1989 | CD Banyoles | 1 – 1   | UE Figueres | Banyoles                                                             |  |
|               | Àlex 69'    | El Punt | 40' Alejo   | Nou Municipal de Banyoles · 300 espectadors · Miquel Noguer Planas · |  |

| 27 agost 1989                            | UE Figueres                         | 3 – 1           | FC Barcelona | Figueres                                                           |  |
| 19:30 Amistós de presentació a Vilatenim | Comas 5' · Márquez 32' · Manolo 37' | Mundo Deportivo | 78' Salinas  | Municipal de Vilatenim · 6.000 espectadors · Pere Estudillo Güil · |  |

| Copa del Rei |

| 6 setembre 1989  | UE Figueres | 1 – 4           | Sporting de Gijón                                    | Figueres                                                            |  |
| 1a ronda - Anada | Alejo 84'   | Mundo Deportivo | 8' Torres · 47' Juanma · 57' Villa · 59' (p.) Emilio | Municipal de Vilatenim · 5.000 espectadors · Juan Ansuategui Roca · |  |

| 21 setembre 1989   | Sporting de Gijón | 0 – 2           | UE Figueres           | Gijón                                       |  |
| 1a ronda - Tornada |                   | Mundo Deportivo | 36' Mauri · 85' Bayly | Estadi El Molinón · Bartolomé Riera Morro · |  |

| Segona Divisió A |

| 3 setembre 1989 | UE Figueres                                     | 4 – 2           | Elx CF                  | Figueres                                                          |  |
| Jornada 1       | Martín 2' · Manolo 47' · Alejo 50' · Cuevas 59' | Mundo Deportivo | 65' Crespín · 68' Jesús | Municipal de Vilatenim · 5.000 espectadors · Jorge Gómez Barril · |  |

| 9 setembre 1989 | Reial Madrid B | 0 – 0           | UE Figueres | Madrid                                                                |  |
| Jornada 2       |                | Mundo Deportivo |             | Estadi Santiago Bernabéu · 2.000 espectadors · Eduardo Villena Peña · |  |

| 17 setembre 1989 | UE Figueres | 0 – 1           | Recreativo de Huelva | Figueres                                                                    |  |
| Jornada 3        |             | Mundo Deportivo | 30' Rodríguez        | Municipal de Vilatenim · 4.000 espectadors · Severo Javier González Lecue · |  |

| 24 setembre 1989 | Real Burgos                                | 5 – 0           | UE Figueres | Burgos                                                                     |  |
| Jornada 4        | Peña 3' · Magdaleno 7' 58' 89' · Jurić 54' | Mundo Deportivo |             | Estadi Municipal d'El Plantío · 8.000 espectadors · Alfonso Pérez Cabeza · |  |

| 1 octubre 1989 | Atlético de Madrid B | 1 – 1           | UE Figueres | Madrid                                                           |  |
| Jornada 5      | De Diego 7'          | Mundo Deportivo | 11' Alejo   | Estadi Vicente Calderón · 3.000 espectadors · José Miró Pastor · |  |

| 8 octubre 1989 | UE Figueres | 1 – 0           | RCD Espanyol | Figueres                                                             |  |
| Jornada 6      | Márquez 35' | Mundo Deportivo |              | Municipal de Vilatenim · 8.000 espectadors · José Ángel Paz García · |  |

| 15 octubre 1989 | CE Sabadell FC                | 2 – 1           | UE Figueres     | Sabadell                                                            |  |
| Jornada 7       | Villar 37' · Emilio Pérez 44' | Mundo Deportivo | 22' López López | Nova Creu Alta · 10.000 espectadors · José Antonio Doménech Riera · |  |

| 22 octubre 1989 | UE Figueres | 1 – 0           | Racing de Santander | Figueres                                                            |  |
| Jornada 8       | Herrera 26' | Mundo Deportivo |                     | Municipal de Vilatenim · 4.500 espectadors · Eduardo Villena Peña · |  |

| 28 octubre 1989 | UD Las Palmas   | 1 – 1           | UE Figueres   | Las Palmas de Gran Canaria                              |  |
| Jornada 9       | Alexis 18' (p.) | Mundo Deportivo | 43' Moratalla | Estadi Insular · 10.000 espectadors · José Díez Frías · |  |

| 5 novembre 1989 | UE Figueres   | 1 – 1           | Deportivo de La Coruña | Figueres                                                             |  |
| Jornada 10      | Valdominos 1' | Mundo Deportivo | 41' José Ramón         | Municipal de Vilatenim · 3.700 espectadors · Leonardo Esteban Díaz · |  |

| 12 novembre 1989 | Real Murcia CF | 1 – 4           | UE Figueres                                     | Ciutat de Múrcia                                                           |  |
| Jornada 11       | Tortosa 61'    | Mundo Deportivo | 23' Comas · 47' Herrera · 49' Boria · 51' Alejo | Estadi de La Condomina · 3.000 espectadors · José Antonio Doménech Riera · |  |

| 19 novembre 1989 | UE Figueres    | 1 – 1           | Llevant UE       | Figueres                                                                 |  |
| Jornada 12       | Alejo 30' (p.) | Mundo Deportivo | 22' Martín Pérez | Municipal de Vilatenim · 3.500 espectadors · José Luis Carcelén García · |  |

| 26 novembre 1989 | Xerez CD | 0 – 0           | UE Figueres | Jerez de la Frontera                                                |  |
| Jornada 13       |          | Mundo Deportivo |             | Estadi Municipal de Chapín · 6.500 espectadors · José Miró Pastor · |  |

| 3 desembre 1989 | UE Figueres                       | 3 – 0           | Palamós CF | Figueres                                                            |  |
| Jornada 14      | Boria 8' · Alejo 31' · Manolo 50' | Mundo Deportivo |            | Municipal de Vilatenim · 7.000 espectadors · Abilio Caetano Bueno · |  |

| 10 desembre 1989 | Sestao SC                                                        | 4 – 0           | UE Figueres | Sestao                                                   |  |
| Jornada 15       | Luke 10' · Astiazaran 55' · Del Barrio 79' (p.) · Jon García 86' | Mundo Deportivo |             | Las Llanas · 3.500 espectadors · Amador García Delgado · |  |

| 17 desembre 1989 | UE Figueres | 1 – 1           | Reial Betis  | Figueres                                                              |  |
| Jornada 16       | Márquez 29' | Mundo Deportivo | 92' Pepe Mel | Municipal de Vilatenim · 7.000 espectadors · Federico Pérez Gallego · |  |

| 30 desembre 1989 | Bilbao Athletic                                      | 4 – 0           | UE Figueres | Bilbao                                                |  |
| Jornada 17       | Somavilla 38' · Moska 47' · Urrutia 67' · Gracia 79' | Mundo Deportivo |             | San Mamés · 15.000 espectadors · Jorge Gómez Barril · |  |

| 7 gener 1990 | UE Figueres | 1 – 1           | SD Eibar    | Figueres                                                                     |  |
| Jornada 18   | Alejo 75'   | Mundo Deportivo | 39' Arzuaga | Municipal de Vilatenim · 1.500 espectadors · José Enrique Rubio Valdivieso · |  |

| 14 gener 1990 | UD Salamanca          | 2 – 0           | UE Figueres | Villares de la Reina                                                   |  |
| Jornada 19    | Miranda 9' · Paco 40' | Mundo Deportivo |             | Estadi Helmántico · 10.000 espectadors · Carlos Tomás Yuste González · |  |

| 21 gener 1990 | Elx CF | 0 – 0           | UE Figueres | Elx                                                  |  |
| Jornada 20    |        | Mundo Deportivo |             | Estadi Martínez Valero · Gonzalo Panadero Martínez · |  |

| 28 gener 1990 | UE Figueres        | 3 – 1           | Reial Madrid B | Figueres                                                            |  |
| Jornada 21    | Manolo 50' 75' 88' | Mundo Deportivo | 84' Hurtado    | Municipal de Vilatenim · 4.000 espectadors · Eduardo Villena Peña · |  |

| 4 febrer 1990 | Recreativo de Huelva | 1 – 0           | UE Figueres | Huelva                                                       |  |
| Jornada 22    | Juárez 31'           | Mundo Deportivo |             | Estadi de Colombino · 5.000 espectadors · José Miró Pastor · |  |

| 11 febrer 1990 | UE Figueres | 1 – 0           | Real Burgos | Figueres                                                                  |  |
| Jornada 23     | Manolo 69'  | Mundo Deportivo |             | Municipal de Vilatenim · 5.000 espectadors · Fermín Sánchez-Molina Soto · |  |

| 18 febrer 1990 | UE Figueres            | 2 – 1           | Atlético de Madrid B | Figueres                                                          |  |
| Jornada 24     | Manolo 74' · Comas 87' | Mundo Deportivo | 76' (p.) Romero      | Municipal de Vilatenim · 4.000 espectadors · Alonso Gómez López · |  |

| 25 febrer 1990 | RCD Espanyol | 0 – 1           | UE Figueres | Barcelona                                                      |  |
| Jornada 25     |              | Mundo Deportivo | 63' Duran   | Estadi de Sarrià · 25.000 espectadors · Alfonso Pérez Cabeza · |  |

| 4 març 1990 | UE Figueres    | 1 – 3           | CE Sabadell FC                         | Figueres                                                                   |  |
| Jornada 26  | Alejo 85' (p.) | Mundo Deportivo | 26' 88' Andrés Fernández · 48' Barbarà | Municipal de Vilatenim · 7.000 espectadors · José Antonio Doménech Riera · |  |

| 11 març 1990 | Racing de Santander | 0 – 0           | UE Figueres | Santander                                                                 |  |
| Jornada 27   |                     | Mundo Deportivo |             | Estadi El Sardinero · 12.000 espectadors · Teodosio Hernández Velázquez · |  |

| 18 març 1990 | UE Figueres | 1 – 1           | UD Las Palmas | Figueres                                                                 |  |
| Jornada 28   | Plácido 50' | Mundo Deportivo | Ćurić 91'     | Municipal de Vilatenim · 7.000 espectadors · Gonzalo Panadero Martínez · |  |

| 25 març 1990 | Deportivo de La Coruña | 1 – 1           | UE Figueres | La Corunya                                                            |  |
| Jornada 29   | Hevia 33'              | Mundo Deportivo | 45' Herrera | Estadi de Riazor · 10.000 espectadors · Carlos Tomás Yuste González · |  |

| 1 abril 1990 | UE Figueres | 0 – 2           | Real Murcia CF        | Figueres                                    |  |
| Jornada 30   |             | Mundo Deportivo | 41' Aquino · 90' Clos | Municipal de Vilatenim · José Miró Pastor · |  |

| 8 abril 1990 | Llevant UE      | 2 – 0           | UE Figueres | València                                                               |  |
| Jornada 31   | Ramalho 26' 40' | Mundo Deportivo |             | Estadi Ciutat de València · 5.500 espectadors · Eduardo Villena Peña · |  |

| 15 abril 1990 | UE Figueres      | 1 – 2           | Xerez CD               | Figueres                                                       |  |
| Jornada 32    | Herrera 34' (p.) | Mundo Deportivo | 20' Nannini · 86' Mesa | Municipal de Vilatenim · 4.000 espectadors · José Díez Frías · |  |

| 22 abril 1990 | Palamós CF | 1 – 0           | UE Figueres | Palamós                                                                   |  |
| Jornada 33    | Chiri 55'  | Mundo Deportivo |             | Nou Estadi de Palamós · 2.000 espectadors · José María Benavente Garasa · |  |

| 29 abril 1990 | UE Figueres              | 2 – 1           | Sestao SC | Figueres                                                             |  |
| Jornada 34    | Cuevas 20' · Márquez 87' | Mundo Deportivo | 39' Luke  | Municipal de Vilatenim · 3.500 espectadors · José Ángel Paz García · |  |

| 6 maig 1990 | Reial Betis              | 2 – 0           | UE Figueres | Sevilla                                                                       |  |
| Jornada 35  | Pepe Mel 42' · Zafra 67' | Mundo Deportivo |             | Estadi Benito Villamarín · 40.000 espectadors · Carlos Tomás Yuste González · |  |

| 12 maig 1990 | UE Figueres    | 2 – 0           | Bilbao Athletic | Figueres                                                          |  |
| Jornada 36   | Cuevas 58' 64' | Mundo Deportivo |                 | Municipal de Vilatenim · 4.000 espectadors · Alonso Gómez López · |  |

| 20 maig 1990 | SD Eibar                      | 2 – 1           | UE Figueres | Eibar                                                                |  |
| Jornada 37   | Iraola 17' · Luluaga 83' (p.) | Mundo Deportivo | 86' Suso    | Estadi Municipal d'Ipurua · 3.500 espectadors · Jorge Gómez Barril · |  |

| 27 maig 1990 | UE Figueres | 1 – 0           | UD Salamanca | Figueres                                                           |  |
| Jornada 38   | Manolo 61'  | Mundo Deportivo |              | Municipal de Vilatenim · 5.000 espectadors · Juan Peraita Ibáñez · |  |

## Classificació
| Pos. | Equip                  | J  | G  | E  | P  | GF | GC | DG  | pts. |
| --- | ---------------------- | -- | -- | -- | -- | -- | -- | --- | ---- |
| 1r | Real Burgos            | 38 | 18 | 14 | 6  | 53 | 24 | +9  | 50   |
| 2n | Reial Betis            | 38 | 16 | 15 | 7  | 44 | 29 | +15 | 47   |
| 3r | Bilbao Athletic        | 38 | 15 | 15 | 8  | 50 | 36 | +14 | 45   |
| 4t | Deportivo de La Coruña | 38 | 19 | 6  | 13 | 45 | 38 | +7  | 44   |
| 5è | RCD Espanyol           | 38 | 15 | 12 | 11 | 50 | 33 | +17 | 42   |
| 6è | UD Las Palmas          | 38 | 15 | 10 | 13 | 42 | 37 | +5  | 40   |
| 7è | CE Sabadell FC         | 38 | 13 | 14 | 11 | 41 | 39 | +2  | 40   |
| 8è | Palamós CF             | 38 | 13 | 14 | 11 | 29 | 39 | -10 | 40   |
| 9è | Real Murcia CF         | 38 | 13 | 12 | 13 | 38 | 39 | -1  | 38   |
| 10è | Xerez CD               | 38 | 11 | 16 | 11 | 26 | 31 | -5  | 38   |
| 11è | Sestao SC              | 38 | 13 | 10 | 15 | 33 | 32 | +1  | 36   |
| 12è | UE Figueres            | 38 | 12 | 12 | 14 | 37 | 47 | -10 | 36   |
| 13è | UD Salamanca           | 38 | 14 | 8  | 16 | 35 | 33 | +2  | 36   |
| 14è | Elx CF                 | 38 | 12 | 12 | 14 | 39 | 41 | -2  | 36   |
| 15è | Llevant UE             | 38 | 9  | 18 | 11 | 34 | 43 | -9  | 36   |
| 16è | SD Eibar               | 38 | 11 | 12 | 15 | 35 | 42 | -7  | 34   |
| 17è | Racing de Santander    | 38 | 11 | 11 | 16 | 32 | 36 | -4  | 33   |
| 18è | Reial Madrid B         | 38 | 11 | 9  | 18 | 36 | 44 | -8  | 31   |
| 19è | Recreativo de Huelva   | 38 | 12 | 5  | 21 | 39 | 56 | -17 | 29   |
| 20è | Atlético de Madrid B   | 38 | 8  | 13 | 17 | 33 | 52 | -19 | 29   |
| En verd, els equips que ascendiren a Primera Divisió, en groc, els equips que disputaren la fase de promoció a Primera Divisió, i en vermell, els que descendiren a Segona B. |                        |    |    |    |    |    |    |     |      |

## Estadístiques individuals
| Jugador                           | P. | T. | S. | M.   | G. | TG | TV |
| --------------------------------- | -- | -- | -- | ---- | -- | -- | -- |
| Joaquim Ferrer Sala               | 38 | 38 | 0  | 3420 | 0  | 0  | 0  |
| Antonio Marín Estany              | 0  | 0  | 0  | 0    | 0  | 0  | 0  |
| Jordi Codina Güell Russet         | 18 | 18 | 0  | 1420 | 0  | 4  | 1  |
| Alejo Indias Álvarez              | 34 | 31 | 3  | 2778 | 7  | 3  | 0  |
| Patxi Bolaños Carcelén            | 0  | 0  | 0  | 0    | 0  | 0  | 0  |
| Francisco Valor Medina            | 16 | 9  | 7  | 966  | 0  | 2  | 1  |
| Arseni Comas Julià                | 32 | 29 | 3  | 2616 | 2  | 5  | 0  |
| Josep Moratalla Claramunt         | 22 | 20 | 2  | 1838 | 1  | 5  | 0  |
| Arturo Pérez Medina               | 0  | 0  | 0  | 0    | 0  | 0  | 0  |
| Pablo Martín Sáez                 | 30 | 25 | 5  | 2189 | 1  | 4  | 0  |
| Pere Gratacós Boix                | 26 | 26 | 0  | 2263 | 0  | 2  | 3  |
| Albert Valentín Escolano          | 24 | 21 | 3  | 1782 | 0  | 1  | 0  |
| Froilán Maldonado Monje           | 26 | 24 | 2  | 2058 | 0  | 3  | 0  |
| José Óscar Herrera Corominas      | 23 | 22 | 1  | 1938 | 4  | 3  | 0  |
| Josep Duran Pagès                 | 30 | 30 | 0  | 2608 | 1  | 8  | 1  |
| Joan Robert Cayuela Chias Napo    | 3  | 1  | 2  | 116  | 0  | 0  | 0  |
| Jesús Vicente García Pitarch Suso | 8  | 5  | 3  | 484  | 1  | 2  | 0  |
| Xavier Camós Piera                | 0  | 0  | 0  | 0    | 0  | 0  | 0  |
| Francisco Zaragoza Cortés Catalán | 1  | 0  | 1  | 9    | 0  | 0  | 0  |
| Martin Joseph Bayly               | 5  | 3  | 2  | 295  | 0  | 1  | 0  |
| Manolo Muñoz Navas                | 21 | 19 | 2  | 1661 | 8  | 2  | 0  |
| Plácido Pérez Sánchez             | 8  | 6  | 2  | 485  | 1  | 0  | 0  |
| Eduard Mauri Montero              | 12 | 6  | 6  | 609  | 0  | 0  | 0  |
| Tintín Márquez López              | 30 | 30 | 0  | 2508 | 3  | 5  | 1  |
| Francisco López López             | 18 | 6  | 12 | 994  | 1  | 1  | 0  |
| José Antonio Ñíguez Vicente Boria | 19 | 15 | 4  | 1423 | 2  | 3  | 0  |
| Antonio Cuevas Escribano          | 23 | 18 | 5  | 1512 | 4  | 3  | 0  |
| Pedro Valdominos Horche           | 21 | 18 | 3  | 1434 | 1  | 5  | 1  |